# Młodzieżowe Mistrzostwa Polski Par Klubowych na Żużlu 1988
Młodzieżowe Mistrzostwa Polski Par Klubowych na Żużlu 1988 – zawody żużlowe, mające na celu wyłonienie medalistów młodzieżowych mistrzostw Polski par klubowych w sezonie 1988. Rozegrano eliminację dla II ligi, dwa turnieje półfinałowe oraz finał, w którym zwyciężyli żużlowcy Falubazu Zielona Góra.

## Finał
- Rzeszów, 2 czerwca 1988
- Sędzia: Jan Banasiak

| Miejsce | Kluby                 | Suma | Zawodnicy                                                | Punkty                                            |
| ------- | --------------------- | ---- | -------------------------------------------------------- | ------------------------------------------------- |
| złoto   | Falubaz Zielona Góra  | 43   | Zbigniew Błażejczak Sławomir Dudek Dariusz Michalak      | 18 (2,4,4,2,3,3) 25 (3,5,5,5,2,5) ns              |
| srebro  | Stal Gorzów Wlkp.     | 38   | Piotr Świst Marek Hućko Piotr Paluch                     | 24 (4,5,5,5,5,d) 14 (1,2,3,2,2,4) ns              |
| brąz    | Polonia Bydgoszcz     | 33   | Waldemar Cieślewicz Jacek Gomólski Jacek Woźniak         | 14 (3,4,2,–,4,1) 19 (5,d,3,4,5,2) 0 (–,–,–,0,–,–) |
| 4       | Apator Toruń          | 35   | Krzysztof Kuczwalski Mariusz Strzelecki Mirosław Kowalik | 30 (5,5,5,5,5,5) 2 (0,–,–,–,w,2) 3 (–,3,u,w,–,–)  |
| 5       | Stal Rzeszów          | 31   | Romuald Janusz Andrzej Sikora Janusz Ślączka             | 15 (4,3,1,1,2,4) 16 (5,4,0,4,3,–) ns              |
| 6       | Wybrzeże Gdańsk       | 23   | Jarosław Olszewski Roman Uzarek Sławomir Abakumow        | 20 (4,1,4,4,4,3) 2 (1,–,–,0,–,1) 1 (–,0,1,–,0,–)  |
| 7       | ROW Rybnik            | 26   | Dariusz Fliegert Andrzej Musiolik Michał Janik           | 5 (3,1,u,–,1,–) 16 (1,2,4,3,3,3) 5 (–,–,–,1,–,4)  |
| 8       | Włókniarz Częstochowa | 19   | Andrzej Puczyński Paweł Szymański Bogusław Nocuń         | 15 (2,2,2,3,1,5) 4 (0,0,1,2,0,1) ns               |
| 9       | Unia Tarnów           | 21   | Andrzej Bykiewicz Artur Taraszka Jacek Rempała           | 11 (d,3,3,3,u,2) 10 (2,1,2,1,4,0) ns              |